# Ahmed Mohamed El-Bashir
Ahmed Mohamed El-Bashir   (1949) és un exfutbolista sudanès de la dècada de 1970.
Fou internacional amb la selecció de futbol del Sudan amb la qual participà en els Jocs Olímpics de 1972. Pel que fa a clubs, destacà a Al-Ahli SC Wad Medani.